# Aeropuerto de Rostov-on-Don
El Aeropuerto Internacional de Rostov-on-Don (Ruso: Аэропорт Ростов-на-Дону) fue un aeropuerto internacional ubicado a 8 km (5 millas) al este de la ciudad de Rostov del Don, en el sur de Rusia. Era uno de los aeropuertos más grandes del suroeste de Rusia y el 12.º más transitado del país. Fue fundado en 1925 y fue designado aeropuerto internacional en 1986. El aeropuerto servía a 50 destinos en Rusia y en el extranjero y albergaba a 30 aerolíneas. Era un centro para Donavia. En 2015, el aeropuerto de Rostov manejó 2 060 000 (dos millones sesenta mil) pasajeros, incluidos 565 000 en rutas internacionales.
Todos los vuelos regulares y chárter fueron transferidos al Aeropuerto Internacional de Platov antes del 7 de diciembre de 2017 a las 11:00, el 1 de marzo de 2018 estaba previsto que el antiguo aeropuerto se cerrara oficialmente.

## Historia
En 1925, se construyó un aeródromo cerca de Rostov-on-Don. Se le asignó una parcela de 49 hectáreas (120 acres) de tierra en los campos de uno de los suburbios de Rostov-on-Don. Allí se construyó una casa para el jefe del aeropuerto y el personal, así como instalaciones para el almacenamiento de combustible. Una carretera pavimentada conectaba el aeropuerto con la ciudad. El 15 de junio de 1925 se inauguró la primera ruta (Rostov-Járkov-Oriol-Moscú). Durante los primeros 3 meses, solo se atendió a 80 pasajeros, pero en esos días se consideró un éxito. En 1926, Rostov se convirtió en una escala para una ruta de alta demanda de Moscú a Tiflis. En la década de 1930, se construyó el primer edificio terminal. Durante la Segunda Guerra Mundial el aeropuerto fue destruido.
En los años de la posguerra, el aeropuerto de Rostov tuvo que ser restaurado de las ruinas. En 1949 se construyó una pista de 2000 m, el edificio terminal, la plataforma y las calles de rodaje y se relanzó el aeropuerto. La terminal del aeropuerto actual se construyó en 1977. El mismo año, la pista del aeropuerto se reforzó y alargó 500 m. En 1986, Rostov fue designado aeropuerto internacional y los vuelos internacionales regulares se lanzaron en 1991. En 1992, el aeropuerto se unió al Consejo Internacional de Aeropuertos, la asociación profesional mundial de operadores aeroportuarios.
En la década de 2000 se reconstruyó el aeropuerto, se reforzó y alargó su pista de 2500 m a 2700 m y se construyó una nueva sala de salidas con 300 asientos. En 2006-2007 se llevó a cabo la modernización y ampliación (para 200 asientos más) del sector internacional del aeropuerto, incluyendo la instalación de nuevos ascensores de pasajeros y escaleras mecánicas, así como nuevo transportador de equipajes y equipamiento para el control aduanero. En 2007 se inauguró una sala vip renovada. En 2009 se instaló un nuevo sistema de información de vuelo con 49 monitores. Se mejoró la seguridad del aeropuerto, incluida la instalación de un nuevo sistema de circuito cerrado de televisión y equipos de detección en las entradas de la terminal. En 2012, el servicio de cáterin del aeropuerto se mejoró para ofrecer hasta 3000 comidas de vuelo al día.
En 2007, el tráfico de pasajeros superó el millón de personas y, para 2013, este número se había duplicado. En 2014, el aeropuerto de Rostov pasó a manos de Airports of Regions, el mayor operador aeroportuario de Rusia.
El nuevo Aeropuerto Internacional de Platov se ha construido para la Copa Mundial de la FIFA 2018. Todos los vuelos desde el aeropuerto actual se transfirieron a las nuevas instalaciones el 7 de diciembre de 2017.

## Infraestructura
El aeropuerto cumplía con los estándares 4D de la Organización de Aviación Civil Internacional. Tiene una pista de hormigón, 22/04, PCN 59/R/C/W/T, de 2500 m (8200 pies) de largo y 45 m (148 pies) de ancho. La visibilidad mínima para el despegue es de 200 m.
El aeropuerto está certificado para manejar aeronaves de hasta el tamaño de un Airbus A321 y Boeing 767, así como cualquier tipo de helicópteros. Cuenta con una plataforma con 53 puestos de estacionamiento y un área total de 449 780 m².
Un edificio terminal, construido en 1977, proporciona un área operativa de 15 537 m². Puede atender a 600 pasajeros por hora en rutas nacionales y 450 pasajeros por hora en rutas internacionales.

## Estadísticas

### Tráfico anual
| Año  | Pasajeros | % Porcentaje |
| ---- | --------- | ------------ |
| 2010 | 1 440 000 | Sin cambios  |
| 2011 | 1 716 680 | 19.3 %       |
| 2012 | 1 873 644 | 9.2 %        |
| 2013 | 2 167 728 | 14.7 %       |
| 2014 | 2 342 302 | 6.9 %        |
| 2015 | 2 062 855 | 11.9 %       |
| 2016 | 2 094 953 | 1.6 %        |
| 2017 | 2 766 000 | 32 %         |

## Aerolíneas y destinos
Ya no hay vuelos regulares en el aeropuerto. El último vuelo regular lo realizó el 7 de diciembre de 2017 la compañía Aeroflot a San Petersburgo. El aeropuerto estaba programado para cerrarse por completo el 1 de marzo de 2018, pero durante la Copa Mundial de la FIFA 2018 funcionó como pista de aterrizaje libre y/o durante situaciones de emergencia.

## Incidentes y accidentes

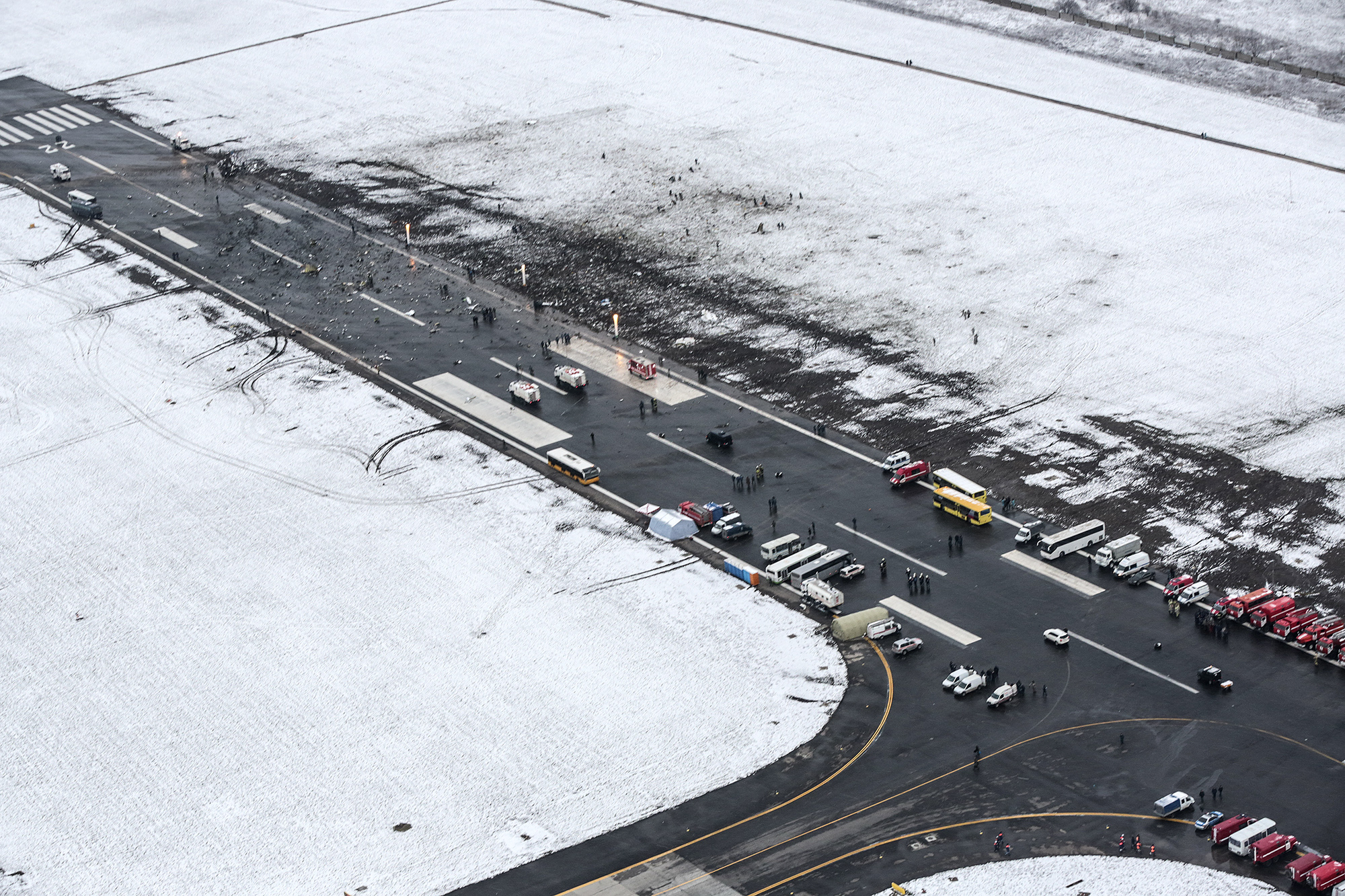
Restos del Vuelo 981 de Flydubai

El 19 de marzo de 2016, a las 3:42 a. m., hora local, el Vuelo 981 de Flydubai, un Boeing 737-800 en un vuelo de pasajeros procedente de Dubái, mientras realizaba una maniobra de motor y al aire, se estrelló en un ángulo elevado y a gran velocidad al final de la pista 22. Las 62 personas a bordo murieron en el accidente. El accidente dañó 350 metros cuadrados de la única pista del aeropuerto y destruyó diez luces de la pista. El aeropuerto estuvo cerrado durante varios días para el estudio de campo de la investigación del accidente aéreo y la reparación de la pista.
El 26 de noviembre de 2019, el Comité Interestatal de Aviación (IAC, por sus siglas en inglés) publicó el informe final que indicó que el accidente fue causado por una configuración incorrecta de la aeronave y un pilotaje incorrecto de la tripulación, y la posterior pérdida de conciencia situacional del piloto al mando en condiciones meteorológicas nocturnas por instrumentos. La configuración incorrecta se refiere a realizar el procedimiento de motor y al aire con el tren de aterrizaje y los flaps retraídos, pero con el máximo empuje disponible compatible con la maniobra Windshear combinada con una aeronave liviana condujo a una posición de morro elevado excesivo.